# Брумёлла
Брумёлла (швед. Bromölla) — город на юге Швеции в лене Сконе, административный центр Брумёллской коммуны.
Население — 7595 (2011). Расположен в 20 км восточнее Кристианстада на юго-восточном берегу озера Ивёшён.
Город возник благодаря деятельности компании AB Iföverken, ведшей в этих местах добычу известняка и каолина.
В 1958 году в Брумёлле проводились раскопки поселения позднего бронзового века с полями захоронений (700—500 гг. до н. э.).